# Morris aus Amerika
Morris aus Amerika ist ein deutsch-US-amerikanischer Coming-of-Age-Film des Regisseurs Chad Hartigan, der am 22. Januar 2016 beim Sundance Film Festival seine Premiere feierte. Dort fand er auch mit A24 einen US-Verleih. Am 19. August 2016 kam der Film in ausgewählte US-amerikanische und am 3. November 2016 in die deutschen Kinos.

## Handlung
Der 13-jährige Afroamerikaner Morris Gentry und sein verwitweter Vater Curtis ziehen in das malerische Heidelberg, wo niemand sonst aussieht oder spricht wie sie. Morris teilt mit seinem Vater eine gemeinsame Hip-Hop-Leidenschaft und träumt davon, ein großer Rapper zu werden. Er fühlt sich in der neuen Umgebung nicht wohl und anfänglich völlig unverstanden. Während Curtis als Trainer bei einem Profifußballverein arbeitet, beginnt Morris bei Inka private Deutschstunden zu nehmen. Auf ihren Vorschlag hin geht er zu einem Jugendclub. Hier geht man automatisch davon aus, dass der neue Schüler als Afroamerikaner Basketball spielen möchte, und als auf dem Schulgelände Marihuana gefunden wird, verdächtigt der Betreuer Morris, es mitgebracht zu haben.
Die Situation verbessert sich, als Morris die hübsche 15-jährige Katrin kennenlernt, die ihn besser als die meisten anderen Deutschen behandelt. Sie lädt ihn zu einer Party ein, wo sie ihn allerdings bloßstellt. Trotzdem mag Katrin Morris und dieser verliebt sich in sie, auch wenn er es nicht zugeben will. Sein Vater muss erkennen, dass sich Morris von ihm abnabelt.
Katrins Freund Per, ein Student, der auch DJ ist, hat einen Auftritt in Frankfurt, wo sie zu dritt hinfahren. Katrin arrangiert es, dass Morris dort eine Rap-Einlage präsentiert. Sie übernachten bei einem Freund, wo Morris eifersüchtig auf Per reagiert. Am nächsten Morgen sind Katrin und Per schon weitergereist, und Morris ruft Inka an mit der Bitte, ihn abzuholen. Es kommt aber Morris’ Vater, der von Inka informiert wurde. Auf der Fahrt erzählt Curtis, dass auch er verrückte Dinge machte, als er Morris’ spätere Mutter kennenlernte. Er sagt ihm auch, dass er sich ebenfalls in Heidelberg nicht wohlfühle und sich in Amerika beworben hat, und sie zwei ein Team sein müssen.

## Produktion

### Stab und Besetzung
Die Regie und die Drehbucharbeiten übernahm Chad Hartigan, der 2013 im Rahmen des Sundance Film Festivals für seinen Film This Is Martin Bonner den Publikumspreis gewonnen hatte.
Die titelgebende Hauptrolle von Morris Gentry wurde mit dem Nachwuchsschauspieler Markees Christmas besetzt. Craig Robinson spielt im Film seinen Vater Curtis Gentry. Die Rolle von Morris’ privater Deutschlehrerin Inka erhielt Carla Juri, die seiner neuen Freundin Katrin wurde mit Lina Keller besetzt.

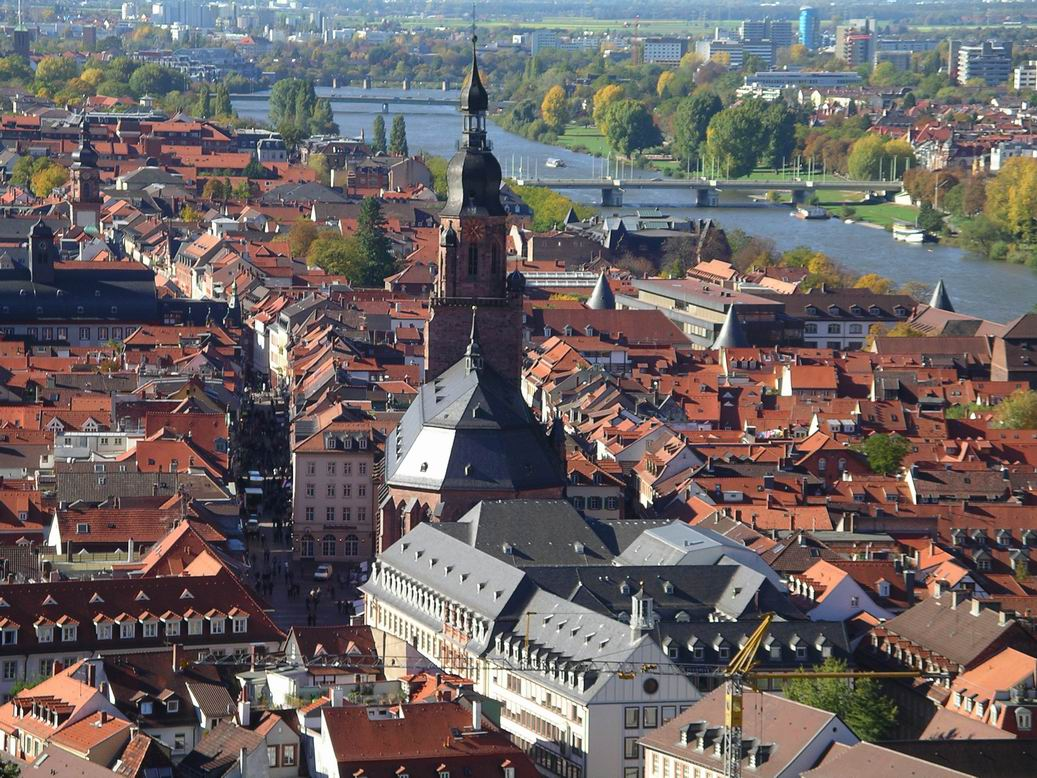
Das malerische Heidelberg, Haupthandlungs- und Drehort des Films

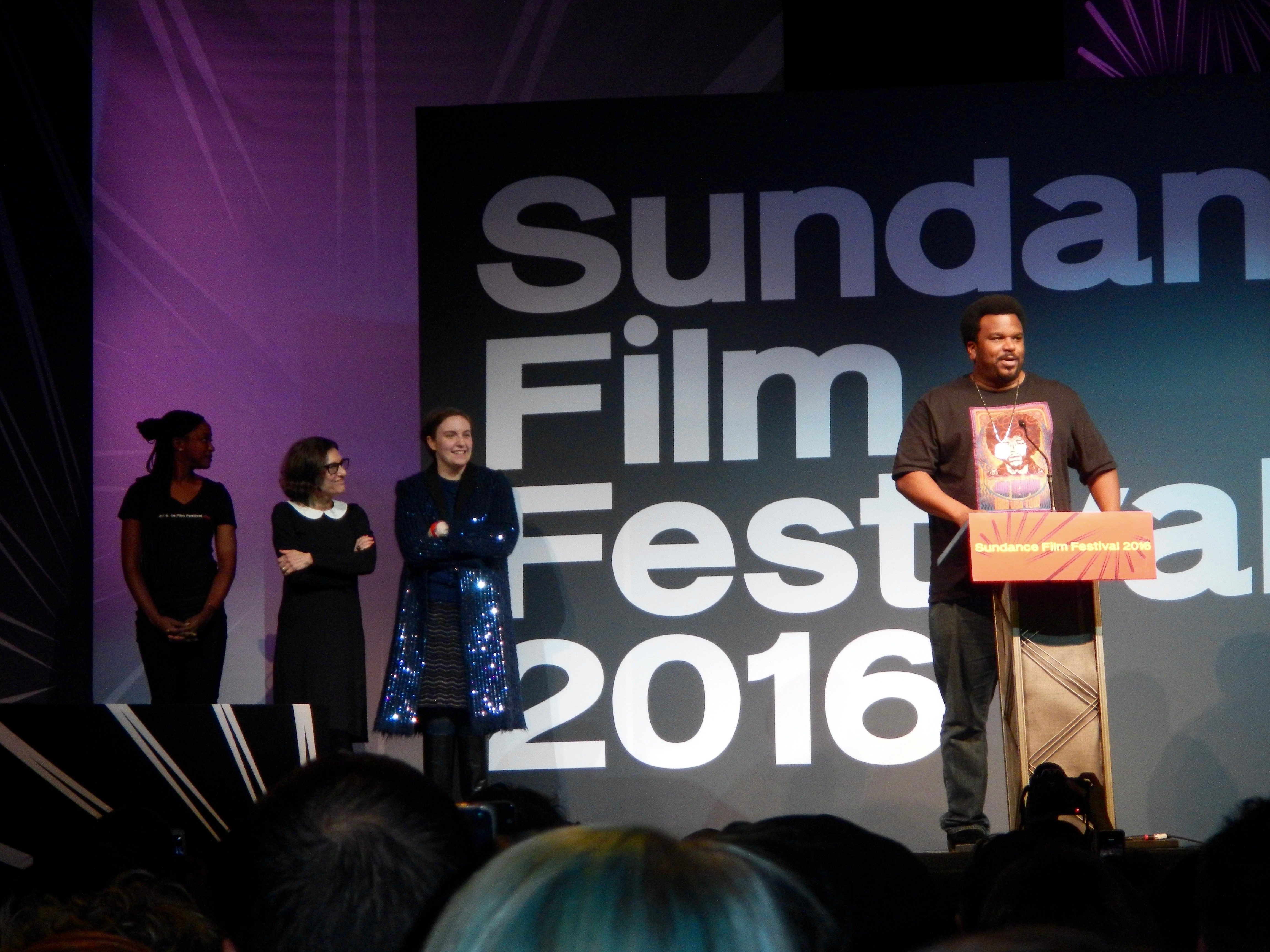
Craig Robinson stellt den Film beim Sundance Film Festival 2016 vor

### Dreharbeiten und Finanzierung
Die Dreharbeiten fanden in Heidelberg, Berlin, Großbeeren, Frankfurt am Main, Weinheim an der Bergstraße und Nußloch statt und wurden im August 2015 beendet. Als deutsch-amerikanische Koproduktion mit einer gemischtsprachigen Besetzung wurde der Film in deutscher und englischer Sprache gedreht. Weil der Film zweisprachig ist, wurde er in Kinos meist mit Untertiteln gezeigt.
Der Film wurde von der MFG Filmförderung Baden-Württemberg, vom Medienboard Berlin-Brandenburg, von der Hessischen Filmförderung, vom Land Hessen, vom Deutschen Filmförderfonds und von Rotor Film gefördert.

### Filmmusik
Keegan DeWitt schuf eine Filmmusik, die an die Generation der Jugendlichen im Film angepasst ist und einen Rap-Soundtrack beinhaltet. Regisseur Chad Hartigan steuerte einige Liedtexte bei, die er geschrieben hatte, als er im Alter des Protagonisten Morris war.
DeWitt mischte retro-klingenden Hip-Hop mit einer Auswahl von Electronic Dance Music. Hierzu sagte Hartigan: „Die Idee war, für den Film immer solche Musik auszuwählen, die sich authentisch anfühlt, jedoch nicht von ihm ablenkt.“ Die Filmmusik könnte so von heute sein, aber auch aus den 90ern stammen, so Hartigan, in dieser Zusammenstellung existiere sie jedoch nur in seinem Film. Der Soundtrack wurde abseits des Films bislang lediglich in Form eines Mixtapes zugänglich gemacht, dass DeWitt zusammengestellt hatte und zu Marketingzwecken kostenlos im Rahmen des Sundance Film Festivals verteilt wurde.
Zu den im Film gespielten Liedern gehören Pauke von Roman Wilhelm, Up & Down von Hugo Manuel aka Chad Valley, Rebound von Eric Hirsch und Waiting Jazz von Tobias Scherer. Bei dem Lied Come Clean, das Vater Curtis im Film seinem Sohn nahe zu bringen versucht, handelt es sich um ein Lied, das 1993 von Jeru the Damaja veröffentlicht wurde, ein Rapper, der in den 1990er Jahren seine Erfolge feierte. Auch klassische Stücke wie Drei Klavierstücke D 946 von Franz Schubert und die Sarabande aus der Suite für Flöte solo a-Moll von Johann Sebastian Bach werden im Film gespielt. Chad Hartigan hat das Lied F***in’ All the B****s beigesteuert, das im Film von Markees Christmas gesungen wird. Von DeWitt stammen die Lieder Clicks und Morris aus Amerika.

### Veröffentlichung
Der Film feierte am 22. Januar 2016 beim Sundance Film Festival seine Premiere. Am 19. August 2016 kam der Film in ausgewählte US-amerikanischen Kinos. Ende Juni und Anfang Juli 2016 wurde der Film im Rahmen des Filmfests München vorgestellt und ab 30. Oktober 2016 beim Tokyo International Film Festival. Am 2. November 2016 wurde der Film in Anwesenheit des Regisseurs Chad Hartigan und der Darstellerin Lina Keller in der Berliner Kulturbrauerei vorgestellt. Am 3. November 2016 kam der Film in die deutschen Kinos. Am 4. November 2016 wurde der Film in Anwesenheit von Hartigan in Heidelberg vorgestellt, wo der Film auch zu großen Teilen gedreht wurde. Im Juni 2017 wurde der Film im Rahmen des Deutschen Kinder-Medien-Festivals Goldener Spatz gezeigt. Im Juni 2018 wurde der Film im Ersten erstmals im deutschen Fernsehen gezeigt.

## Rezeption

### Altersfreigabe
In Deutschland ist der Film FSK 12. In der Freigabebegründung heißt es: „Der Film behandelt seine Themen [...] in einer jugendgerechten und für Kinder ab 12 Jahren nachvollziehbaren Weise. In den Rap-Songs des Jungen kommt es immer wieder zu derb sexualisierter Sprache, was von Kindern ab 12 Jahren jedoch dieser speziellen Musikrichtung zugeordnet werden kann und nicht vorbildhaft wirkt; außerdem wird der Sprachgebrauch vom Vater kritisch hinterfragt.“

### Kritiken
Der Film konnte 87 Prozent der 86 Kritiker bei Rotten Tomatoes überzeugen. Von der Deutschen Film- und Medienbewertung wurde Morris aus Amerika mit dem Prädikat besonders wertvoll versehen. Vor allem wurde die schauspielerische Leistung von Markees Christmas hervorgehoben, als Schwachpunkt wurden einige Brüche und Ungereimtheiten im Script ausgemacht. In der Begründung der Jury heißt es zum Prädikat: „'Morris aus Amerika' ist ein handwerklich gut gemachter, unterhaltsamer Film, der mit seinen tollen Bildern und pulsierender Energie auch Eltern in seinen Bann ziehen kann.“
Justin Chang von Variety beschreibt den Film als die Arbeit eines Filmemachers, der weiß, wie man seinen Figuren zuhört. Brian Moylan von The Guardian zeigt sich insbesondere von Markees Christmas’ schauspielerischen Leistungen beeindruckt, der in seinem Filmdebüt eine bemerkenswerte Bandbreite zeige. Dominick Suzsanne-Mayer hebt die Leistungen von Craig Robinson hervor, der mit der Vaterfigur die beste Arbeit seiner Filmkarriere abgeliefert habe.
Boyd van Hoeij von The Hollywood Reporter meint, der von den Figuren bestimmte Film werde zwar am Schluss zunehmend klischeehaft, doch gelinge es ihm an diesem Punkt auch, der Versuchung zu widerstehen, Vollgas zu geben oder rührselig zu werden, nur um dem Publikum zu gefallen.
Barbara Schweizerhof von der Berliner Morgenpost meint, der Film reize vor allem wegen des beiläufig-entfremdenden Blicks von außen auf Vertrautes, ein sonst so vertrautes Deutschland, und zeige, wie es sich anfühle, fremd zu sein. Hierbei bleibe der Film fast durchweg nah dran an seinem jugendlichen Protagonisten Morris und zeigt die Welt aus seiner Perspektive, wobei seine Hautfarbe für ihn nur ein Grund von vielen sei, sich als Amerikaner in Heidelberg einfach „anders“ zu fühlen, so Schweizerhof.
Fabian Wolff vom Tagesspiegel sagt, Hartigan habe in seinem Film einige realitätsgesättigte Feinheiten eingefangen. So zeigt er beispielsweise etwa, wie offen weiße deutsche Jugendliche ihren Rassismus mit Ironie verbrämen. Sein Kollege Jan Freitag sagt über Christmas in der Titelrolle, die Fallhöhe zwischen Anspruch und Wirklichkeit, Selbstzweifel und Trotz fülle dieser mit einer Aura, die ohne viel Getöse Funken versprüht und resümiert: „Morris aus Amerika ist die reife Leistung eines Jungen ohne Ausbildung und Lebensweisheit, aber mit der Kraft von Talent und Leichtigkeit.“
Der Film wurde in die Vorauswahl zum Deutschen Filmpreis 2017 aufgenommen.

### Einspielergebnis
Der Film, der am 19. August 2016 in zwei Kinos in den USA gestartet war, hatte dort an seinem ersten Wochenende 15.673 US-Dollar eingespielt und lag damit, bezogen auf die durchschnittlichen Ticketverkäufe, vor Filmen wie War Dogs, Kubo – Der tapfere Samurai oder Ben Hur, die ebenfalls in dieser Woche gestartet waren, allerdings weitaus höhere Produktionskosten hatten.

### Auszeichnungen (Auswahl)
Gotham Independent Film Award 2016
- Nominierung als Bester Schauspieler (Craig Robinson)[26]

Independent Spirit Awards 2016
- Nominierung als Bester Nebendarsteller (Craig Robinson)[27]

National Board of Review Awards 2016
- Aufnahme in die Top 10 Independent Films[28]

Sundance Film Festival 2016
- Auszeichnung mit dem Waldo Salt Screenwriting Award: U.S. Dramatic (Chad Hartigan)
- Auszeichnung in der Kategorie Special Jury Award for Individual Performance (Markees Christmas)
- Auszeichnung mit dem U.S. Dramatic Special Jury Award for Individual Performance (Craig Robinson)[29][30]
- Auszeichnung mit dem Amazon Studios Sundance Institute Producers Award[31]
- Nominierung für den Grand Jury Prize (Chad Hartigan)